# 路易斯湖 (艾伯塔)

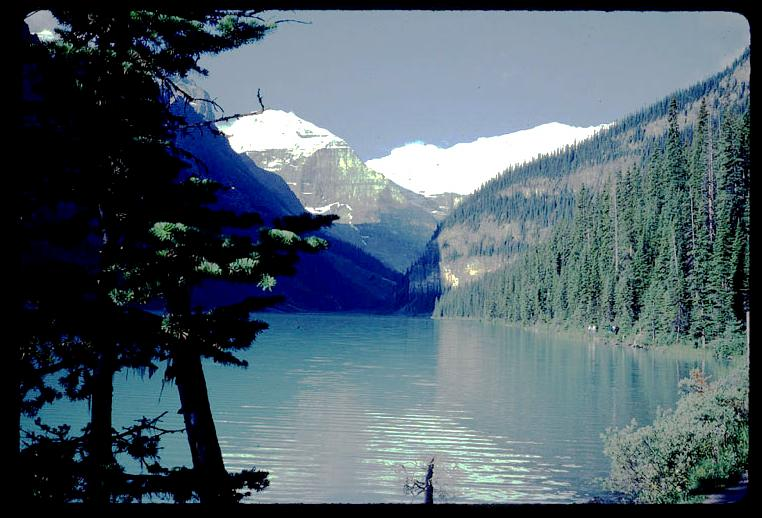
加拿大艾伯塔省班夫国家公园路易斯湖

露易絲湖（英語：Lake Louise）是艾伯塔省班夫国家公园内的一个著名的旅游胜地，在卡尔加里以西180公里，此地的露易絲湖而得名。
露易絲湖三面雪山环抱，湖水碧绿绿如翡翠，来自冰河融，當地有一棟飯店是班夫温泉酒店的姐妹，路易斯湖城堡酒店。

## 名稱
目前記載當中最早的名稱是「小魚湖」（納柯達語：Horâ Juthin Îmne）。這個名稱來自於當地原住民納柯達人。1882年，加拿大太平洋鐵路的工程師湯姆·威爾遜將此湖命名為「翡翠湖」。1884年，英國政府以維多利亞女王四女路易絲公主的名字，將此湖命名為「路易斯湖」。

## 图片

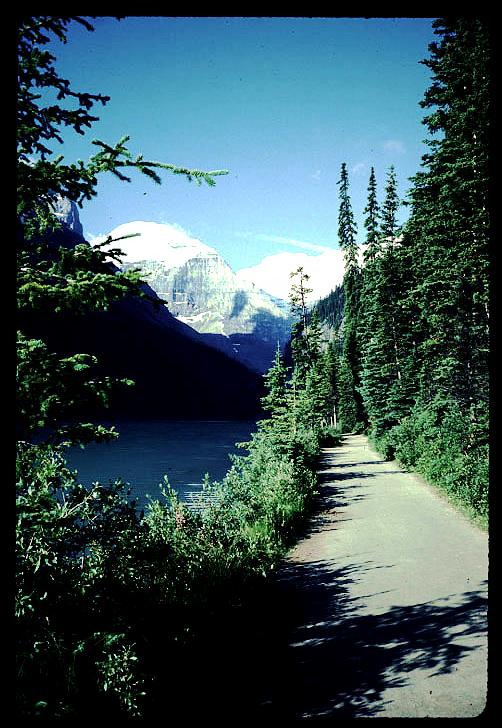
露易絲湖的環湖小道
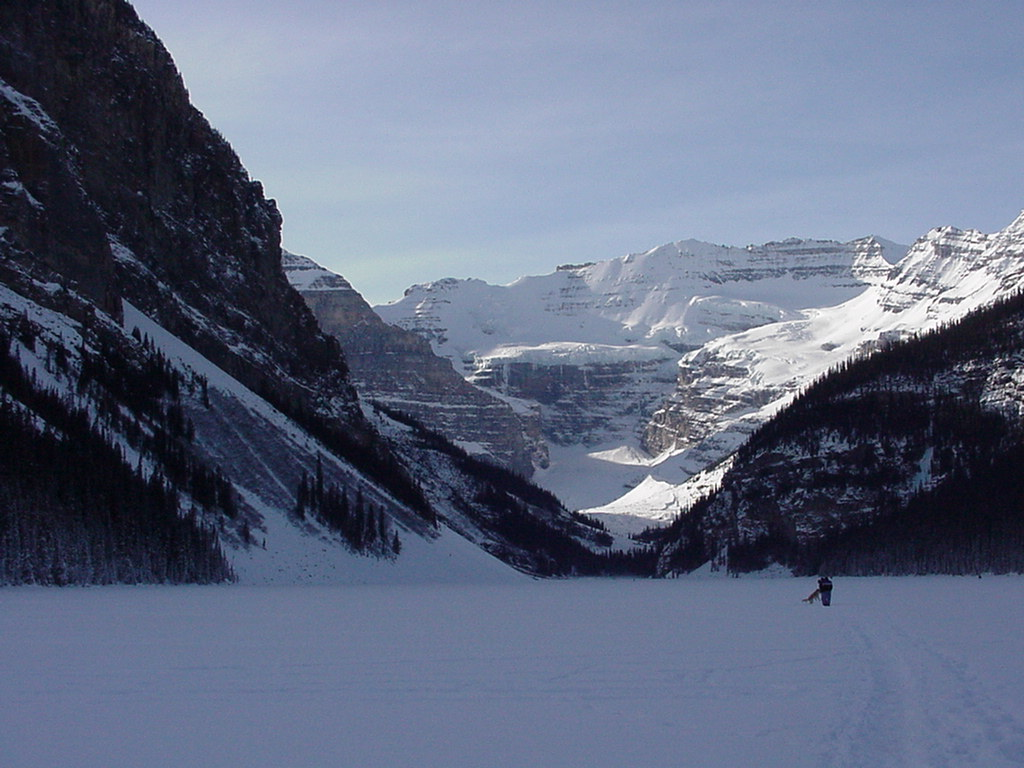
露易絲湖和冰川在冬季
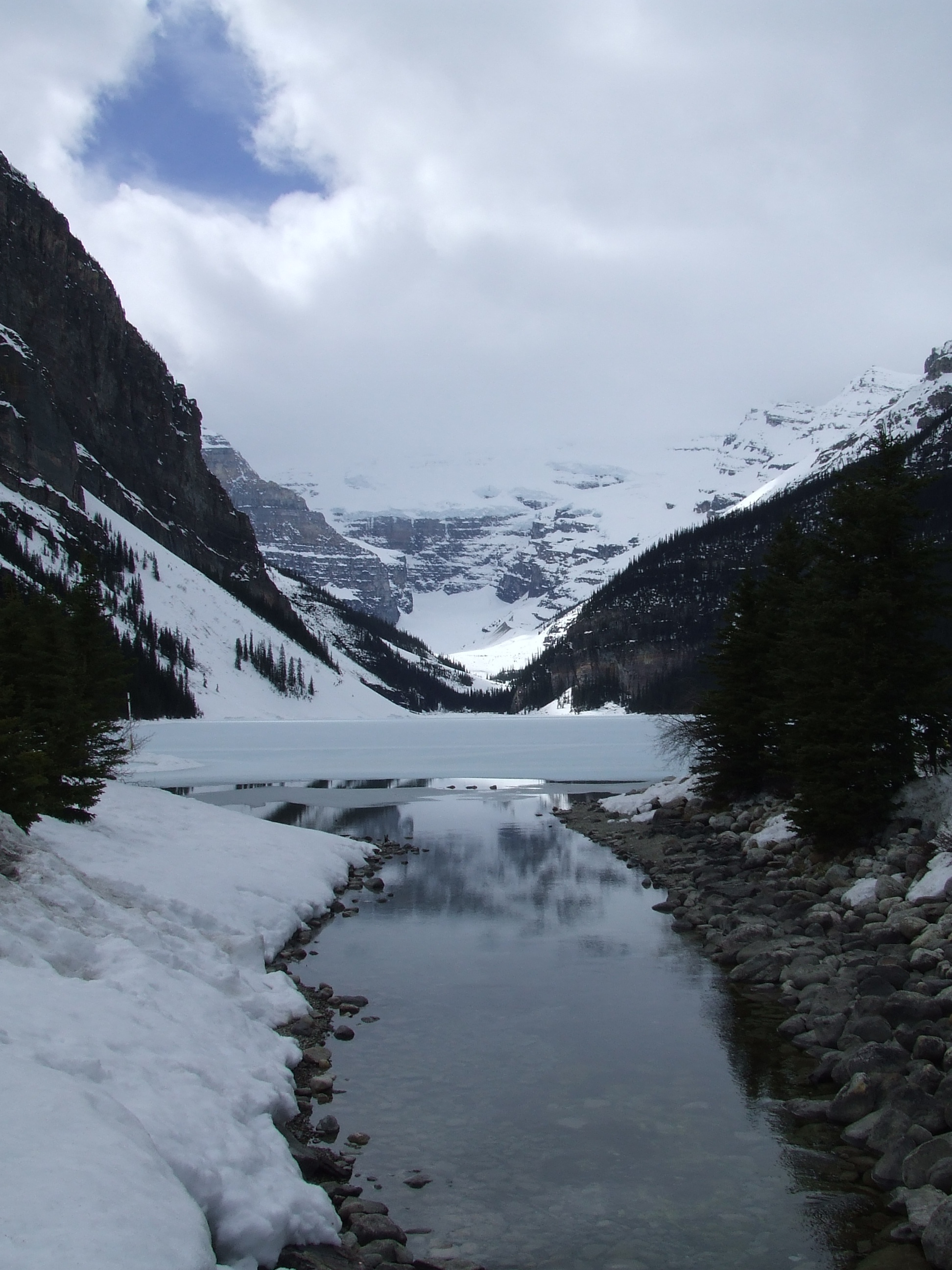
5月時，露易絲湖積雪融化
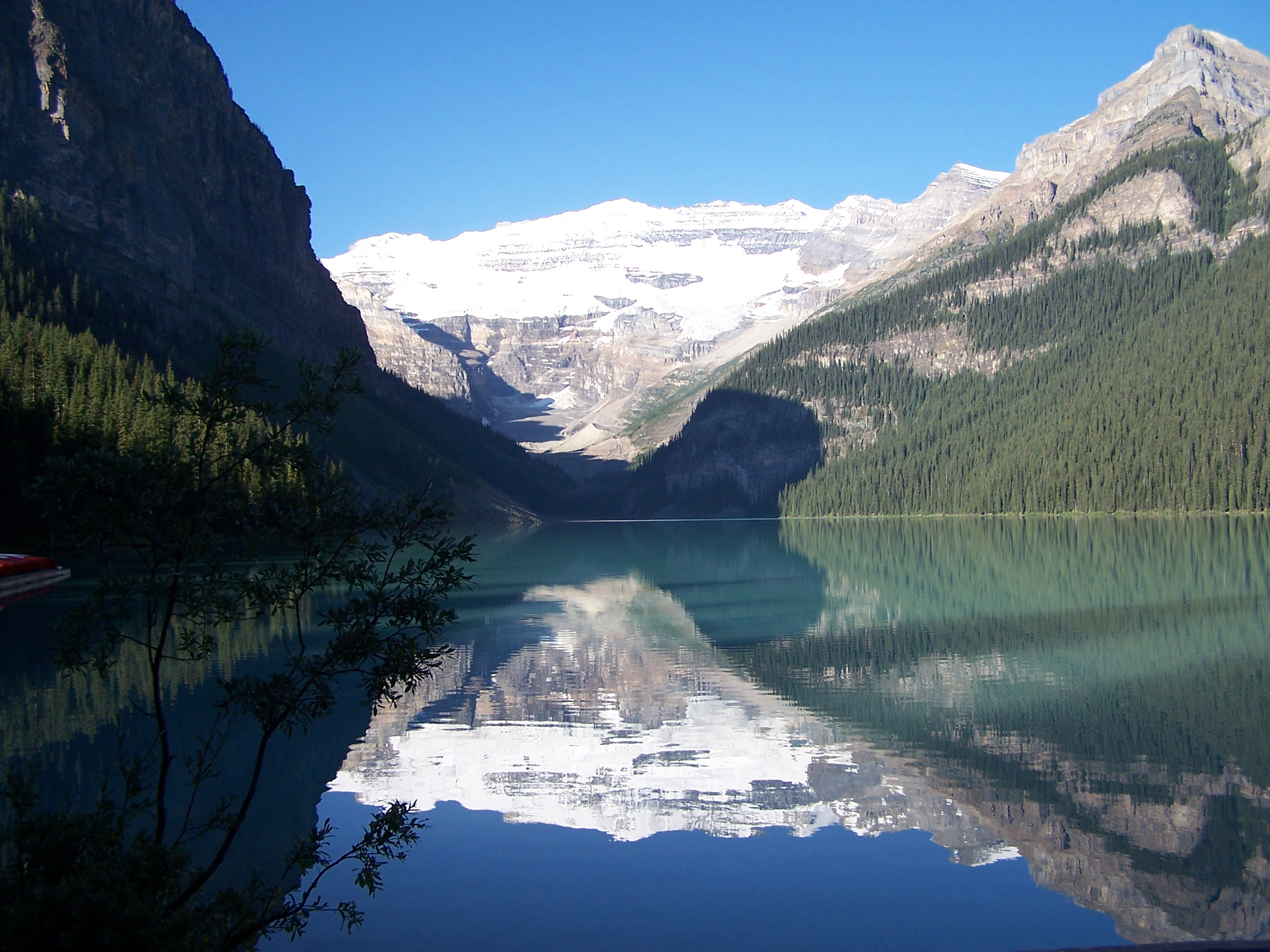
露易絲湖和冰川
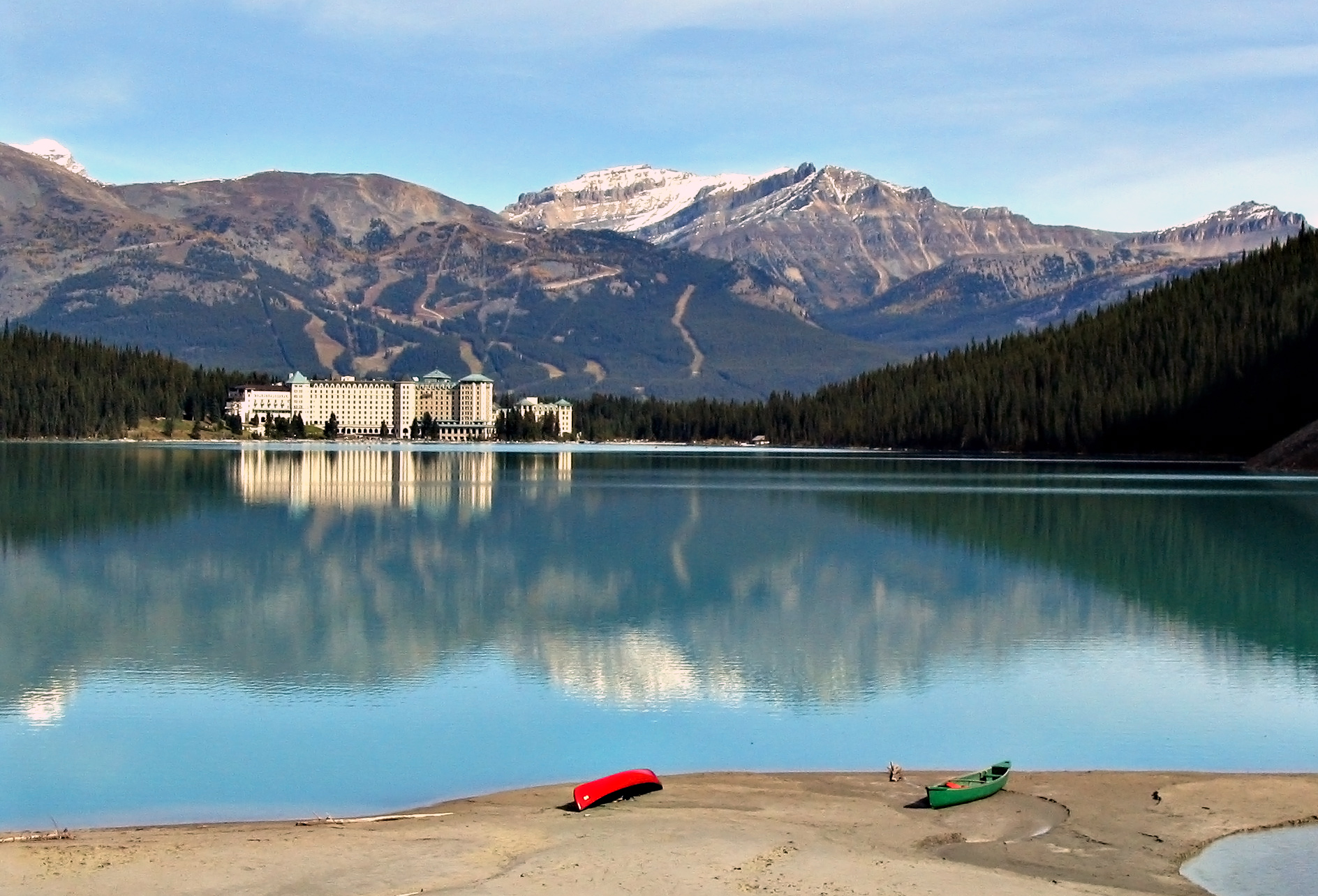
湖泊與古堡

## 相關文學作品
旅居加拿大的臺灣作家東方白之長篇小說《露意湖》（1978年），以此湖為書名，敘述兩名臺灣赴北美留學男女的悲劇愛情故事。